# Парализа суботње вечери
Парализа суботње вечери (ПСВ) је синоним за компресију радијалног нерва руке која је резултат директног дуготрајног притиска (компресије) на аксилу или пазух. Обично јој претходи дубок сан са лежањем на руци, често након интоксикације алкохолом. Тако настала компресија радијалног живца доводи до његове парализе која нарушава моторичку и сензорну функцију радијалног нерва.

## Етимологија
Општеприхваћено порекло фразе парализа суботње вечери је асоцијација на провод у суботу увече, која је за многе најбољи део недеље,  и оптимално време за опуштање. Након превише опуштања у суботњој вечери, које је често праћено прекомерном употребом алкохолног пића, дешава се да уморни од овог провода чврсто спавамо са руком у незгодном положају, често у стању ступора, праћеног продуженим периодом непокретности у пределу аксиле или пазуха када истезања или компресије плексуса у пијаном стању настаје компресивна неуропатија радијалног нерва, или брахијална плексопатија повезана са алкохолом.

## Епидемиологија
Преваленција парализе суботње вечери процењена је на 2,97 случаја на 100.000 мушкараца и 1,42 случаја на 100.000 жена.
У Сједињеним Америчким Државама, она је четврта најчешћа мононеуропатија, а веома је честа и другим деловима у свету.
Уочено је код пацијената свих узраста због механизма повреде, који није специфичан за животну доб.

## Етиологија
Пијани људи могу да изгубе рефлексивну способност адекватног прилагођавања положаја тела док спавају. Класични сценарио укључује особу која дрема са руком која виси преко столице или другу тврду површину, што узрокује истезање и компресију нервних структура у пределу пазуха. У литератури се, за особу која заспи на руци друге особе и након тога изврши притисак на  нерв се понекад наводи да има „парализу меденог месеца“. Упркос чињеници да су ово најчешће познате презентације, важно је запамтити да парализа суботње вечери може бити резултат абнормалног позиционирања или употребе удова који се могу стиснути сличним механизмом. Неправилна употреба штака, ношење компресивне одеће или додатака за компресију, ношење  манжетне за мерење крвног притиска током дужег временског периода и још много тога могу бити примери за овај поремечај.
Неурофизиолошке студије и брз и потпуни опоравак  пацијената сугеришу да је примарна патологија ПСВ фокална демијелинизација која је изазвала блокаду проводљивости, мада често постоји и ЕМГ доказ дегенерације аксона, код кога опоравак пацијента последично може бити одложен.

## Клиничка слика
Симптоми ПСВ могу потрајати неколико дана од почетне повреде, што резултује одложеном презентацијом. Пацијенти могу пријавити утрнулост, слабост, пецкање, бол или било коју комбинацију ових симптома.
Физичким прегледом може се открити карактеристичан пад зглоба (узрокован губитком функције мишића екстензора коју контролишу гране радијалних нерава) и очувањем функције мишића флексора коју инервишу други нерви у шаци и руци. Као резултат тога, зглоб и прсти се не могу испружити у метакарпофалангеалним зглобовима. Губи се и способност испруживања палца, што отежава отварање шаке и хватање предмета. Сваки здравствени радник треба да буде свестан да пацијенти и даље могу да испруже своје прсте на нивоу проксималних и дисталних интерфалангеалних зглобова јер их контролише улнарни нерв.
Рефлекс трицепса, који је контролисан инервацијом радијалног нерва, такође може бити изгубљен код појединих пацијената.
Сензорни дефицити обично погађају задњу или бочну страну надлактице, са симптомима који се шире дистално и утичу на задњу страну подлактице, задњу страну шаке и постеролатерални део бочна три и по прста. 

## Дијагноза
Многим пацијентима са јасном медицинском историјом и физичким прегледом можда неће бити потребно додатно дијагностичко тестирање јер су процена и дијагноза ПСВ првенствено клиничке природе.
Додатне дијагностичке методе, могу бити корисне за процену потенцијалних компликација и узрока, као и за одређивање прогнозе.
Да би се направила разлика између цервикалних радикулопатија , брахијалних плексопатија и периферних неуропатија, електромиографија и тестови нервне проводљивости могу анатомски локализовати лезије.
Ултразвук је јефтин и нискоризичан модалитет који може помоћи у визуализацији нерава и уочљивих подручја поремећаја или оштећења. Такође може бити од велике помоћи у раном откривању очигледног поремећаја нерава и убрзању ране хируршке интервенције у овим случајевима.
Магнетна резонантна томографија ( МРТ) може пружити фине детаље које ултразвук не може, а такође може да идентификује који су мишићи захваћени. Такође може помоћи у утврђивању додатних процеса болести, неуролошке поремећаје и уочљиве масе ткива.
Рендгенско снимање може открити преломе, дислокације и коштане туморе који могу бити извор оштећења нерава.

## Диференцијална дијагноза
Трауматски узроци - укључују преломе хумеруса, који су чест узрок повреде радијалног нерва. Други уобичајени узроци укључују тешку тупу трауму, убодне повреде, убодне ране и убодине.
Предња гленохумерална дислокација ретко може довести до повреде радијалног нерва и треба је размотрити код сваког пацијента који има налазе физичког прегледа који су у складу са овим.
Свака операција или ињекција .- која укључује анатомију повезану са путањом радијалног нерва може довести до јатрогене повреде.
Нервна парализа - може бити узрокована унутрашњом компресијом  цистама, ткивним масама, туморима, хипертрофијом мишића и фибринозним ткивом.
Изоловане парализе могу бити узроковане понављаном прекомерном употребом или неуролошким обољењима, а код неких пацијената је откривено да имају акутни исхемијски мождани удар након појаве изолованих симптома.

## Терапија
Терапија парализе суботње вечери је првенствено усмерена на физичку рехабилитацију, уз примену мекане фиксације која подржава зглоб током физикалне терапије (јер током терапије омогућава пасиван опсег покрета захваћеног екстремитета.
Претходним мерама може се додати и потпорна нега, као што су нестероидни антиинфламаторни лекови (НСАИД), системски кортикостероиди, ињекције стероида и одмор.
Неке нове терапијске стратегије укључују коришћење ултразвука за локализовану испуруку лека ињекцијом како би се убрзао опоравак. 
Хируршко лечење је резервисано само за тешке повреде радијалног нерва или случајеве у којима је компресија радијалног живца узрокована унутрашњим процесом као што је ткивна маса, кост или циста. 

## Прогноза
На прогнозу ПСВ примарно утиче обим  повреде (који је одређен снагом и трајањем компресије), па тако
- Благо оштећење - изазива неуропраксију, пролазни блок проводљивости који не доводи до дегенерације нерва. Ова врста повреде скоро увек резултује делимичним опоравком.
- Умерено оштећење - изазива аксонотмезу, коју карактерише оштећење аксона и Валерова дегенерација са непотпуним или касним опоравком.
- Тешка повреда - узрокује неуротмезу, коју карактерише потпуна деградација аксона и смрт Шванових ћелија, са малом вероватноћом потпуног опоравка. Пацијентима са овим нивоом повреде скоро увек ће бити потребна хируршка интервенција.

Како одређивање степен оштећења може бити компликовано на основу само електромиографије, предвиђање ране прогнозе може бити тешко изводљиво.
Опоравак је спор, чак и у благим случајевима, па је понекад потребно најмање 2-4 месеца, а често и више времена. 

## Компликације
Пропуст да се узме у обзир широка диференцијална дијагноза може довести до компликација, као што је пропуштање тешке болести. Од кључне је важности да се утврди узрок дефицита радијалног нерва јер третман може увелико варирати од случаја до случаја.
Главна компликација праве компресивне ПСУ је немогућност опоравка, што може бити индикација за хируршко истраживање. Хируршке опције након тога укључују пресађивање нерава, пренос нерава, трансфер тетива или мишића и низ других техника. Као и код већине хируршких процедура, може постојати низ компликација повезаних са интраоперативним проблемима и пост-хируршким инфекцијама.
Делимичан опоравак је уобичајен у овим случајевима, а дуготрајна инвалидност може бити изазов. Дуготрајна и редовна физикална терапија може бити исцрпљујућа, али је неопходна за враћање неких облика функционалности.
Пропуст да се узме у обзир широка диференцијална дијагноза може довести до компликација, као што је пропуштање тешке болести или болести. Од кључне је важности да се утврди узрок дефицита радијалног нерва јер третман може увелико варирати од случаја до случаја.